# Mycoleptodiscus coloratus
Mycoleptodiscus coloratus är en svampart som beskrevs av Alcorn 1994. Mycoleptodiscus coloratus ingår i släktet Mycoleptodiscus och familjen Magnaporthaceae.   Inga underarter finns listade i Catalogue of Life.